# Võlli (Suure-Jaani)
Võlli – wieś w Estonii, w prowincji Viljandi, w gminie Suure-Jaani.